# 蒙特惠奇山游泳池
蒙特惠奇山游泳池(西班牙語：Piscina Municipal de Montjuïc)是一座位於巴塞隆納奧林匹克公園的體育場館。場地包括兩個游泳池：一個為跳水池，另一個為25公尺泳池。1992年夏季奧林匹克運動會的跳水項目與水球項目都於此舉行。